# Шотт, Август Фридрих
Август Фридрих Шотт (нем. August Friedrich Schott; 11 апреля 1744, Дрезден — 10 октября 1792, Лейпциг) — немецкий юрист-правовед.

## Биография
Родился в Дрездене 11 апреля 1744 года. Его отцом был Христиан Фридрих Шотт, родившийся в семье королевского польского и саксонского придворного кондитера Иоганна Фридриха Шотта (?—07.11.1729, Дрезден).
Август Фридрих, здоровье которого было слабым с раннего детства, первоначально обучался у частных учителей. В  1761 году начал посещать лекции в Виттенбергском университете, с 1762 года учился в Лейпциге, где получил в 1765 году академическую степень магистра философии. Вскоре он получил степень доктора права и в 1767 году стал экстраординарным профессором Лейпцигского университета, где читал различные отделы права. В 1778 году он стал ординарным профессором саксонского права и асессором Верховного суда Саксонии. В 1790 году он был ректором Лейпцигского университета.
Умер в Лейпциге 10 октября 1792 года.
Его учёные труды — преимущественно библиографического характера. Кроме дополнения к «Bibliotheca juridica» Lipenius’a, он издал обширный труд «Unparteiische Kritik neuester juristischer Schriften» (10 т., 1768—1783), продолжением которого явился другой важный труд, с несколько измененным планом: «Bibliothek der neuesten juristischen Litteratur» (14 т., 1783—1788). Им же издавался в 1772—1775 гг. журнал «Juristisches Wochenblatt», содержавший огромное число статей различных авторов по всевозможным вопросам права.